# Dədəgünəş
Dədəgünəş è un comune dell'Azerbaigian situato nel distretto di Şamaxı. Conta una popolazione di 194 abitanti.